# Xanny (chanson)
Xanny  (stylisé en minuscules) est une chanson de la chanteuse américaine Billie Eilish. Le titre est le premier single promotionnel de son premier album studio , When We All Fall Asleep, Where Do We Go? sorti en 2019. La chanteuse et son frère Finneas O'Connell l'ont co-écrit , tandis que ce dernier s'est occupé de sa production. Musicalement, elle est décrite comme une ballade pop mid-tempo et influencée par le jazz. L'artiste déclare avoir été inspirée par plusieurs artistes lors de la création du morceau, notamment par Frank Sinatra. Sur le plan de la production, sa voix de falsetto déformée est superposée à une basse également déformée dans le drop du titre, reproduisant la sensation de fumée ambiante. Dans ses paroles, elle aborde la question de la toxicomanie chez les adolescents. Elle a été particulièrement inspirée par les effets négatifs qu'elle a eus sur ses amis et, en fin de compte, sur elle-même.
À sa sortie, Xanny reçoit des critiques positives, l'une d'entre elles le comparant aux œuvres de Sophie et Lana Del Rey.  Le titre est accompagné d'un vidéoclip auto-réalisé publié le 5 décembre 2019. Réalisé de manière minimaliste, il représente la chanteuse dans une tenue entièrement blanche, assise sur un banc sur un fond blanc tandis que son visage est brûlé par des mains désincarnées tenant des mégots de cigarettes.  Les critiques saluent la simplicité du visuel et sa corrélation avec la chanson. Après la sortie de son album, Xanny atteint la 35e place du Billboard Hot 100 américain. En plus d'atteindre le top 10 dans plusieurs pays, il est certifié platine aux États-Unis par la Recording Industry Association of America (RIAA). Billie Eilish inclut le titre dans la programmation de sa tournée 2019, When We All Fall Asleep Tour, et celle de 2020, Where Do We Go? Tour.

## Contexte
Xanny est le troisième morceau du premier album studio de Billie Eilish, When We All Fall Asleep, Where Do We Go? , sorti en téléchargement numérique et en streaming le 29 mars 2019, par Darkroom et Interscope Records. La chanson est écrite par la chanteuse et son frère Finneas O'Connell, ce dernier la produisant seul. Le duo cite Frank Sinatra et So Sorry de Feist, sorti en 2007, comme principales influences lors du processus de création,,. Ils sont également inspirés par des morceaux tels que New York I Love You, But You're Bringing Me Down de LCD Soundsystem, paru en 2017, Stay de Post Malone sorti en 2018, Misty de Johnny Mathis, titre de 1959, Japanese Denim de Daniel Caesar, paru en 2016, et Who Will Comfort Me de Melody Gardot, sorti en 2009,. Le mastering et le mixage sont respectivement assurés par John Greenham et Rob Kinelski. L'inspiration pour Xanny est venue à la chanteuse après avoir vu des amis s'enivrer lourdement lors d'une fête, devenant ainsi « complètement différents de ce qu'ils étaient ». L'événement a eu un impact frustrant et affectant sur la chanteuse. Elle déclare que la drogue est un sujet qui lui tient à cœur, car certains de ses amis sont morts d'une overdose. Le dernier couplet de la chanson, décrit comme un « choc mélancolique », a été enregistré deux jours après la mort de l'un d'entre eux,.

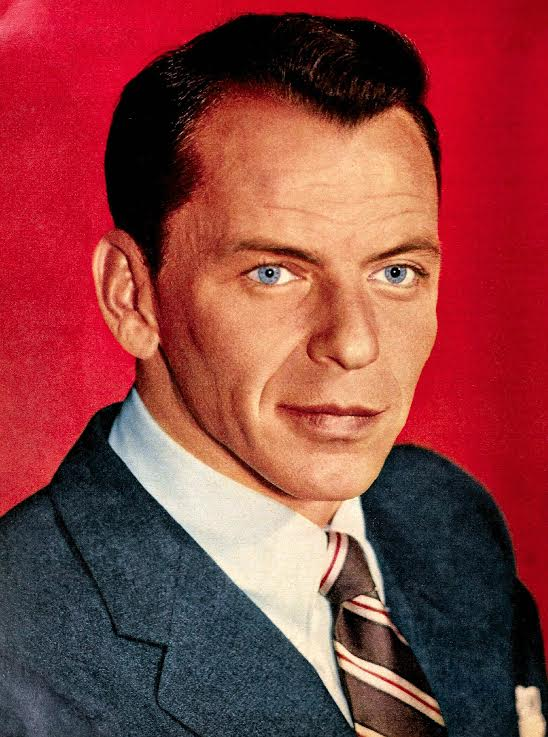
Billie Eilish a déclaré qu'elle avait une «vision très jazzy de Frank Sinatra (photographié en 1957) » sur la chanson.

Le titre fait référence au médicament Alprazolam, vendu sous le nom de marque Xanax, qui est la benzodiazépine la plus prescrite aux États-Unis pour le traitement de l'anxiété et des troubles psychiques. Les effets secondaires de ce médicament sont la fatigue, les vertiges, les troubles de la mémoire, l'hypersensibilité, l'irritabilité et la dépression. Le Xanax est également très addictif et largement utilisé à mauvais escient. Il est dans une certaine mesure responsable d'environ un tiers des tentatives de suicide par overdose,. Hannah Rose Ewens du Guardian estime que le Xanax a été glamourisé par de jeunes rappeurs « désabusés » de SoundCloud.

## Paroles et composition
Billie Eilish explique que le message deXanny est « moins ne prenez pas de drogue [et] plus soyez prudent ». Elle soutient ce que Charlie Harding de Vox qualifie de « tendance à la sobriété chez les adolescents » dans les lignes : «Je suis dans leur fumée secondaire / Je bois toujours du Coca en canette / Je n'ai pas besoin d'un Xanny pour me sentir mieux ». D'autres paroles « conscience de soi » incluent : « S'il te plaît, n'essaie pas de m'embrasser sur le trottoir / Pendant ta pause cigarette / Je ne peux pas me permettre d'aimer quelqu'un / Qui ne meurt pas par erreur à Silver Lake ».
Musicalement, Xanny a un tempo modérément lent de 54-56 battements par minute, et est jouée dans la tonalité de la majeur. La voix d'Eilish, qui est « presque chuchotée » tout au long de la chanson, s'étend entre les notes fa# 3 et mi 5,. Les commentaires critiques décrivent la chanson comme une ballade pop mid-tempo influencée par le jazz,. Alors que les couplets « apaisants » de Xanny utilisent une boucle inspirée du jazz et une batterie comme instrumentation, les voix de falsetto superposées d'Eilish sont déformées pour la chute « violente » du refrain de la chanson, et jouées sur une basse tout aussi déformée et « qui fait trembler les os »,,. Des rythmes de batterie staccato sont également utilisés tout au long de la chanson. Brendan Wetmore de Paper note que la voix de la chanteuse est manipulée de manière à « atteindre un territoire vibratoire inexploité ».
Expliquant le son « bizarre » et non conventionnel de la chanson, Finneas O'Connell déclare à MTV qu'il s'agissait d'un point de discorde avec leur label, bien que « c'est un peu ironique, parce que la voix [d'Eilish] sonne si belle et les accords sont vraiment jolis ». Il révèle également que le son « volontairement déformé et saturé » des artistes rap SoundCloud avait influencé celui de Xanny. Eilish et O'Connell voulaient que le refrain de la chanson ressemble à « une fille qui souffle de la fumée de cigarette au visage de quelqu'un » et qu'il reproduise « ce que l'on ressent lorsqu'on est exposé à la fumée ambiante ». De plus, leur désir général était de faire en sorte que les gens qui écoutaient le morceau se sentent « malheureuses »,.

## Réception
À sa sortie, Xanny reçoit un accueil globalement positif de la part des critiques musicaux. Libby Torres d'Insider, déclare que, bien que le morceau « n'ait pas les refrains accrocheurs et les paroles sardoniques des autres chansons de l'album », la « voix haletante d'Eilish et son attitude dédaigneuse à l'égard de la consommation récréative de pilules en font l'un des joyaux cachés du projet ». Stacey Anderson  Pitchfork , salue le contenu des paroles, qui, selon elle, « souligne merveilleusement comment toutes les angoisses des adolescents sont à la fois férocement sincères et un effet de n'être que partiellement informée ». Brendan Wetmore, dans le magazine Paper, déclare que le « morceau extrêmement secouant et oscillant » est influencé par le genre « pop moderne », un genre auquel ont contribué des artistes comme Sophie et Lana Del Rey. Thomas Smith de NME déclare que l'expérimentation musicale sur When We All Fall Asleep, Where Do We Go? est parfaitement représentée par Xanny. Tout en comparant le pont du morceau aux œuvres des Beatles, Chris William de Variety voit la chanson comme « tragi-comique » : « [C]'est anti-drogue, d'une manière amusante, du genre « Qu'est-ce qui ne va pas chez mes contemporains ? ».
Dans une critique négative, Jason Lipshutz de Billboard qualifie Xanny d'« ambitieuse », mais pas « aussi planante qu'elle doit l'être », et Roisin O'Connor  duIndependent la juge « plus soporifique que séduisante ».
À la sortie de When We All Fall Asleep, Where Do We Go?, Billie Eilish bat le record du plus grand nombre d'entrées simultanées dans le Billboard Hot 100 américain pour une artiste féminine. Xanny est le titre qui s'est le mieux classé sur le territoire, atteignant la 35e place.  Xanny atteint notamment la sixième place dans les trois pays baltes,,. Il reçoit également un certification platine de la Recording Industry Association of America (RIAA).

## Promotion
Billie Eilish interprète Xanny à plusieurs reprises, notamment sur MTV en avril 2019 dans le cadre de sa nomination en tant qu'artiste révélation du mois par la chaîne. La chanson figure également dans la liste des titres interprétés lors de sa tournée When We All Fall Asleep Tour en 2019. Xannyest joué au festival Pukkelpop en août 2019 puis ajoutée à la tournée Where Do We Go? Tour de la chanteuse en 2020.
En novembre 2019, elle annonce la sortie d'un clip vidéo qu'elle a elle-même réalisé pour accompagner la chanson,. Il est finalement diffusé pour la première fois le 5 décembre. Dans ce clip minimaliste, Billie Eilish, aux cheveux bruns, est assise en tailleur sur un banc blanc devant un fond blanc, vêtue d'une tenue entièrement blanche. La caméra effectue des zooms avant et arrière sur son visage tandis qu'elle danse de manière robotique, effectuant des mouvements du cou, de la tête et elle a les yeux vitreux. Elle reste assise pendant la majeure partie de la vidéo tandis que des mains désincarnées lui enfoncent des mégots de cigarette dans le visage, lui laissant des brûlures,.
Le clip vidéo reçoit un accueil positif de la part des critiques musicaux lors de sa sortie. Alors qu'Elizabth Aubrey de NME le qualifie de « obsédant », Koltan Greenwood d'Alternative Press déclare qu'il est « direct », mais qu'il comporte « quelques images dérangeantes et quelques mouvements troublants ». Jordyn Tilchen de MTV salue le fait que le clip renforce les paroles de la chanson, et souligne que le message derrière la scène finale où « la chanteuse se lève simplement et s'en va alors que la fumée continue de remplir la pièce » est « d'avoir le pouvoir de se soustraire à des situations nuisibles et anxiogènes ».
Tadhg Larabee, du Harvard Crimson écrit que « paradoxalement, en étant [apparemment] ennuyeux, ce clip pourrait représenter une tentative d'Eilish de détourner les normes de la culture pop en matière de consommation de drogues - une autre tentative de faire de la célébrité différemment ». Justin Curto de Vulture juge le look de la chanteuse dans le clip d'« iconique », tout en estimant qu'il lui donne « l'air d'une mère d'une quarantaine d'années ». Le clip est nommé aux MTV Video Music Award de la meilleure réalisation aux MTV Video Music Awards 2020.

## Crédits et personnel
Crédits adaptés de Tidal.
- Billie Eilish – chant, auteur-compositeur
- Finneas O'Connell – producteur, auteur-compositeur
- Rob Kinelski – mixer
- Casey Cuayo – assistant mixeur
- John Greenham – ingénieur de mastering

## Classements
| Classement (2019)                | Meilleure position |
| -------------------------------- | ------------------ |
| Australie (ARIA)                 | 10                 |
| Canada (Hot 100)                 | 26                 |
| Tchéquie (IFPI Singles Digitál)  | 18                 |
| Estonie (Eesti Tipp-40)          | 6                  |
| France (SNEP)                    | 189                |
| Allemagne (Media Control AG)     | 78                 |
| Grèce (IFPI)                     | 15                 |
| Hongrie (Stream Top 40)          | 13                 |
| Islande (Tónlistinn)             | 24                 |
| Irlande (IRMA)                   | 99                 |
| Italie (FIMI)                    | 91                 |
| Lettonie (LAIPA)                 | 6                  |
| Lituanie (AGATA)                 | 6                  |
| Pays-Bas (Single Top 100)        | 48                 |
| Nouvelle-Zélande (RMNZ)          | 22                 |
| Norvège (VG-lista)               | 35                 |
| Portugal (AFP)                   | 34                 |
| Slovaquie (IFPI Singles Digitál) | 11                 |
| Suède (Sverigetopplistan)        | 32                 |
| Royaume-Uni (UK Streaming Chart) | 21                 |
| États-Unis (Hot 100)             | 35                 |

## Certifications
| Région                                                                     | Certification | Ventes/Streams |
| -------------------------------------------------------------------------- | ------------- | -------------- |
| Australie (ARIA)                                                           | 2 × Platine   | 70 000^        |
| Autriche (IFPI)                                                            | Or            | 15 000x        |
| Brésil (ABPD)                                                              | 3 × Platine   | 40 000*        |
| Canada (Music Canada)                                                      | 2 × Platine   | 10 000^        |
| Danemark (IFPI)                                                            | Or            | 0^             |
| Nouvelle-Zélande (RMNZ)                                                    | Platine       | 15 000*        |
| Pologne (ZPAV)                                                             | Or            | 10 000*        |
| Portugal (AFP)                                                             | Or            | 10 000x        |
| Royaume-Uni (BPI)                                                          | Or            | 400 000‡       |
| États-Unis (RIAA)                                                          | Platine       | 1 000 000^     |
| xNon précisé par la certification ‡ventes/streaming selon la certification |               |                |